# 에몬노스케노쓰보네
에몬노스케노쓰보네/우에몬노스케노쓰보네(右衛門佐局, えもんのすけのつぼね/うえもんのすけのつぼね, 1650년 ~ 1706년)는 에도 시대 전기의 오오쿠 소속 고위시녀이다.
원래는 도키와이노쓰보네(常磐井局)란 이름으로 레이겐 천황의 황후를 모시던 궁녀였으며, 교토 궁중에서도 으뜸가는 재원으로 명성을 떨쳤다. 5대 쇼군 도쿠가와 쓰나요시의 정실부인인 다카쓰카사 노부코가 이러한 점을 높이 사 오오쿠의 학문지도를 명목으로 오오쿠에 들어오기를 청하게 된다. 쇼군 생모인 게이쇼인과 측실 오덴노카타가 실권을 잡고 있는 것을 못마땅하게 여긴 노부코가 쇼군이 학문을 숭상하는 점을 이용, 그의 마음을 돌리기 위한 의도로 학문에 뛰어난 궁녀를 원했다는 말이 전해진다.
오오쿠로 들어온 후 에몬노스케로 개칭하고 미다이도코로의 오토시요리로 임명되었다. 그 후, 쓰나요시의 신임을 받아 1000석의 녹봉을 받는 오오쿠의 총책임자가 되었다. 쓰나요시가 오스케(大典侍)라는 구게 출신의 측실을 맞이하는 데에도 영향을 미쳤다고 전해진다.
1706년 57세로 사망. 묘소는 도쿄도 신주쿠구에 있다.